# L'Effet c'est moi
 (juin 2024).
L'Effet c'est moi est un groupe italien de martial industrial et dark ambient.

## Histoire
Emanuele Buresta inaugure son projet musical L'Effet c'est Moi en 2005, après avoir joué pendant quelques années dans le groupe de death metal Morkal. En 2006, Forart sort son premier album intitulé Tomber en héros,, réédité par le label polonais War Office Propaganda. En 2008, le deuxième album de L'Effet c'est Moi, intitulé Les Voix de l'apocalypse, sort sur le label allemand SkullLine, réédité en 2009 sur le label chinois Midnight-Productions.
En 2010, il participe, avec un titre composé avec Federico Flamini de Der Feuerkreiner, à la compilation Sturmreif : The New Underground of Military Pop éditée par le label allemand Castellum Stoufenburc. En 2011, L'Effet c'est Moi publie Genius Loci, toujours pour SkullLine. En 2012, le label polonais Rage In Eden sort son quatrième album intitulé Il Sole A Mezzanotte,. En 2013, le projet joue sur scène avec Roma Amor.

## Discographie

### Albums studio
- 2006 : Tomber en héros (CD, Forart)
- 2008 : Les Voix de l'apocalypse (CD, SkullLine)
- 2011 : Genius Loci (CD, SkullLine)
- 2012 : Il Sole A Mezzanotte (CD, Rage In Eden)
- 2015 : En Guerre avec amour (CD, Old Europa Cafe)
- 2017 : Iside Panthea (LP, Steinklang Industries)

### DVD et vidéo
- 2010 : Rite Nacht - publié dans 5th Anniversary - 5 Jahre SkullLine (DVDr, SkullLine)

### Compilations
- 2006 : Honi soit qui mal y pense - avec le morceau Croulent les bataillons dans le feu (39xMP3, Neo-Folk.it)
- 2007 : Heiliges Licht - Friendship Is Everything - avec le morceau Untitled (CDr, Kaos Ex Machina Promotions)
- 2007 : Lupinaria Col Morto - avec le morceau Ritual de sexe  (3xCDr, VDC)
- 2007 : Parole in Libertà - avec le morceau La Battaglia di Adrianopoli (CDr, Creative Fields Rec.)
- 2008 : In the Sign of the Runes - avec le morceau La Battaglia di Adrianopoli (2xCDr, SkullLine)
- 2008 : Nikolaevka - avec le morceau Bellica Virtus In Itinere (CD, Palace of Worms)
- 2010 : Andre Zeiten - avec le morceau Ascensione (2xCDr, SkullLine)
- 2010 : Sturmreif : The New Underground of Military Pop - avec le morceau Draußen Im Weiten Krieg (Feat. Frederico Flamini) (CD, Castellum Stoufenburc)
- 2012 : SkullLine Compilation - Best of 7 Years - avec le morceau Runes of Victory (CD, SkullLine)